# Telipogon phalaenopsis
Telipogon phalaenopsis är en orkidéart som beskrevs av Lothar Alfred Braas. Telipogon phalaenopsis ingår i släktet Telipogon och familjen orkidéer. Inga underarter finns listade i Catalogue of Life.